# RNK Split
Radnički Nogometni Klub Split, cunoscut ca RNK Split sau simplu Split, este un club de fotbal croat din orașul Split.

## Palmares
Druga HNL:
- Câștigător (3): 1996–97 (Sud), 1997–98 (Sud), 2009–10

 Treća HNL - Sud:
- Câștigător (1): 2008–09

 Četvrta HNL - Sud:
- Câștigător (1): 2007–08

## Lotul actual
La 10 februarie 2014.
| Nr. |                       | Poziție | Jucător           |
| --- | --------------------- | ------- | ----------------- |
| 1   | Croația               | P       | Hrvoje Sunara     |
| 3   | Croația               | F       | Denis Glavina     |
| 4   | Croația               | F       | Ivica Križanac    |
| 5   | Croația               | F       | Branko Vrgoč      |
| 6   | Croația               | F       | Tomislav Glumac   |
| 7   | Croația               | A       | Aljoša Vojnović   |
| 8   | Croația               | M       | Ante Vitaić       |
| 9   | Croația               | A       | Mate Bilić        |
| 10  | Croația               | M       | Ante Erceg        |
| 12  | Croația               | P       | Danijel Zagorac   |
| 14  | Croația               | A       | Goran Roce        |
| 15  | Bosnia și Herțegovina | M       | Mario Kvesić      |
| 16  | Croația               | F       | Tomislav Radotić  |
| 19  | Croația               | M       | Tomislav Dujmović |

| Nr. |                       | Poziție | Jucător         |
| --- | --------------------- | ------- | --------------- |
| 20  | Bosnia și Herțegovina | F       | Ivan Radeljić   |
| 21  | Croația               | A       | Marin Zulim     |
| 22  | Croația               | A       | Antonio Mršić   |
| 24  | Serbia                | M       | Miloš Vidović   |
| 25  | Croația               | F       | Dario Rugašević |
| 26  | Croația               | F       | Nino Galović    |
| 29  | Croația               | F       | Ivan Ibriks     |
| 30  | Croația               | P       | Andrija Vuković |
| 32  | Croația               | A       | Dražen Bagarić  |
| 33  | Croația               | F       | Josip Tomašević |
| 34  | Camerun               | A       | Henri Belle     |
| 99  | Croația               | A       | Ivan Baraban    |

## Sezoane recente
| Sezon     | Divizia      | M         | V         | R         | Î         | GM        | GP        | Pt        | Poz       | Cupă | Competiția      | Runda           | Jucător            | Goluri    |
| Sezon     | Campionat    | Campionat | Campionat | Campionat | Campionat | Campionat | Campionat | Campionat | Campionat | Cupă | Alte competiții | Alte competiții | Golgheter          | Golgheter |
| --------- | ------------ | --------- | --------- | --------- | --------- | --------- | --------- | --------- | --------- | ---- | --------------- | --------------- | ------------------ | --------- |
| 1992      | 2. HNL Sud   | 14        | 8         | 4         | 2         | 19        | 8         | 20        | 3rd       |      |                 |                 |                    |           |
| 1992–93   | 2. HNL Sud   | 30        | 17        | 10        | 3         | 58        | 15        | 44        | 2nd       | R1   |                 |                 |                    |           |
| 1993–94   | 2. HNL Sud   | 30        | 12        | 6         | 12        | 53        | 42        | 30        | 6th       |      |                 |                 |                    |           |
| 1994–95   | 2. HNL Sud   | 32        | 15        | 10        | 7         | 51        | 34        | 55        | 4th       | R2   |                 |                 |                    |           |
| 1995–96   | 2. HNL Sud   | 30        | 10        | 10        | 10        | 51        | 34        | 40        | 7th       |      |                 |                 |                    |           |
| 1996–97   | 2. HNL Sud   | 36        | 25        | 5         | 6         | 73        | 25        | 80        | 1st       |      |                 |                 |                    |           |
| 1997–98   | 2. HNL Sud   | 32        | 21        | 5         | 6         | 52        | 19        | 68        | 1st       | R2   |                 |                 |                    |           |
| 1998–99   | 2. HNL       | 36        | 17        | 8         | 11        | 60        | 34        | 59        | 5th       |      |                 |                 |                    |           |
| 1999–2000 | 2. HNL       | 32        | 6         | 8         | 18        | 29        | 68        | 26        | 15th      | R1   |                 |                 |                    |           |
| 2000–01   | 3. HNL Sud   | 28        | 10        | 5         | 13        | 28        | 37        | 35        | 10th      |      |                 |                 |                    |           |
| 2001–02   | 3. HNL Sud   | 30        | 12        | 4         | 14        | 55        | 48        | 40        | 9th       |      |                 |                 |                    |           |
| 2002–03   | 3. HNL Sud   | 28        | 7         | 9         | 12        | 30        | 44        | 30        | 15th      |      |                 |                 |                    |           |
| 2003–04   | 1. ŽNL S-D   | 26        | 13        | 3         | 10        | 46        | 31        | 42        | 5th       |      |                 |                 |                    |           |
| 2004–05   | 1. ŽNL S-D   | 32        | 12        | 10        | 10        | 52        | 41        | 46        | 7th       |      |                 |                 |                    |           |
| 2005–06   | 1. ŽNL S-D   | 36        | 15        | 9         | 12        | 52        | 40        | 54        | 9th       |      |                 |                 |                    |           |
| 2006–07   | 4. HNL Sud-A | 28        | 12        | 6         | 10        | 46        | 34        | 42        | 2nd       |      |                 |                 |                    |           |
| 2007–08   | 4. HNL Sud-A | 30        | 21        | 4         | 5         | 87        | 25        | 67        | 1st       |      |                 |                 | Antonio Milardović | 21        |
| 2008–09   | 3. HNL Sud   | 34        | 23        | 8         | 3         | 79        | 20        | 77        | 1st       |      |                 |                 | Ante Žužul         | 28        |
| 2009–10   | 2. HNL       | 26        | 16        | 5         | 5         | 56        | 26        | 53        | 1st       | R1   |                 |                 | Ante Žužul         | 12        |
| 2010–11   | 1. HNL       | 30        | 16        | 5         | 9         | 38        | 22        | 53        | 3rd       |      |                 |                 | Bojan Golubović    | 6         |
| 2011–12   | 1. HNL       | 30        | 14        | 8         | 8         | 43        | 32        | 50        | 4th       | R2   | Europa League   | QR3             | Duje Čop           | 8         |

### Key
| - 1. HNL = Prva HNL - 2. HNL = Druga HNL - 3. HNL = Treća HNL - 4. HNL = Četvrta HNL - 1. ŽNL = Prva županijska liga - S-D = Split-Dalmația | - R1 = Runda 1 - R2 = Runda 2 - QF = Sferturi de finală - SF = Semifinale - W = Câștigător |

## Rezultate europene
| Sezon         | Competiție         | Runda | Oponent | Acasă | Deplasare | Scor general |
| ------------- | ------------------ | ----- | ------- | ----- | --------- | ------------ |
| Europa League | UEFA Europa League | QR2   | Domžale | 3–1   | 2–1       | 5–2          |
| Europa League | UEFA Europa League | QR3   | Fulham  | 0–0   | 0–2       | 0–2          |

## Antrenori
- Milo Nižetić (1 July 2008 – 6 April 2009)
- Ivan Katalinić (2 June 2010 – 14 Aug 2011)
- Tonci Basić (15 Aug 2011 – 13 Oct 2012)
- Zoran Vulić (15 Oct 2012 – 13 May 2013)
- Goran Sablić (interim) (13 May 2013 – 5 June 2013)
- Stanko Mršić (5 June 2013–15 February 2014)
- Ivan Matić (24 February 2014–)